# Centrum Rekreacji i Sportu Zapopradzie
Centrum Rekreacji i Sportu Zapopradzie – centrum rekreacji i sportu w dzielnicy Muszyny zwanej Zapopradziem. Położone jest w zakolu Popradu, na jego lewym brzegu i na stokach Suchej Góry. Z resztą Muszyny położonej na prawym brzegu Popradu łączy się mostem.  Jest to dawna dzielnica uzdrowiskowa. Obecnie, przy dużym udziale funduszy europejskich poddano ją generalnej renowacji, dostosowując dla potrzeb rekreacji i sportu. Znajduje się tutaj:
- platforma widokowa z której roztaczają się widoki na dolinę Popradu, Muszynki, i Szczawnika oraz wzniesienia Beskidu Sądeckiego (po Jaworzynę Krynicką i Wielką Bukową, Gór Leluchowskich i Góry Lubowelskich,
- odkryte baseny,
- pijalnia wód mineralnych,
- ścieżki spacerowe i rowerowe,
- tzw.  ogrody sensoryczne, sztuczne stawy, kaskady na potoku Podzielne, ławeczki i stylowe latarnie,
- zestaw przyrządów do ćwiczeń ruchowych,
- punkty gastronomiczne,
- parking.

Centrum znajduje się w nadrzecznym terenie o łagodnym klimacie, otoczone dużymi kompleksami lasów otaczających je gór. Klimat  ten dzięki substancjom lotnym wytwarzanym przez roślinność wpływa korzystnie na schorzenia układu oddechowego i odpornościowego. Ujemna jonizacja powietrza oraz spokój, cisza i kontakt z pięknem przyrody pozytywnie oddziałują na sferę psychiczną.

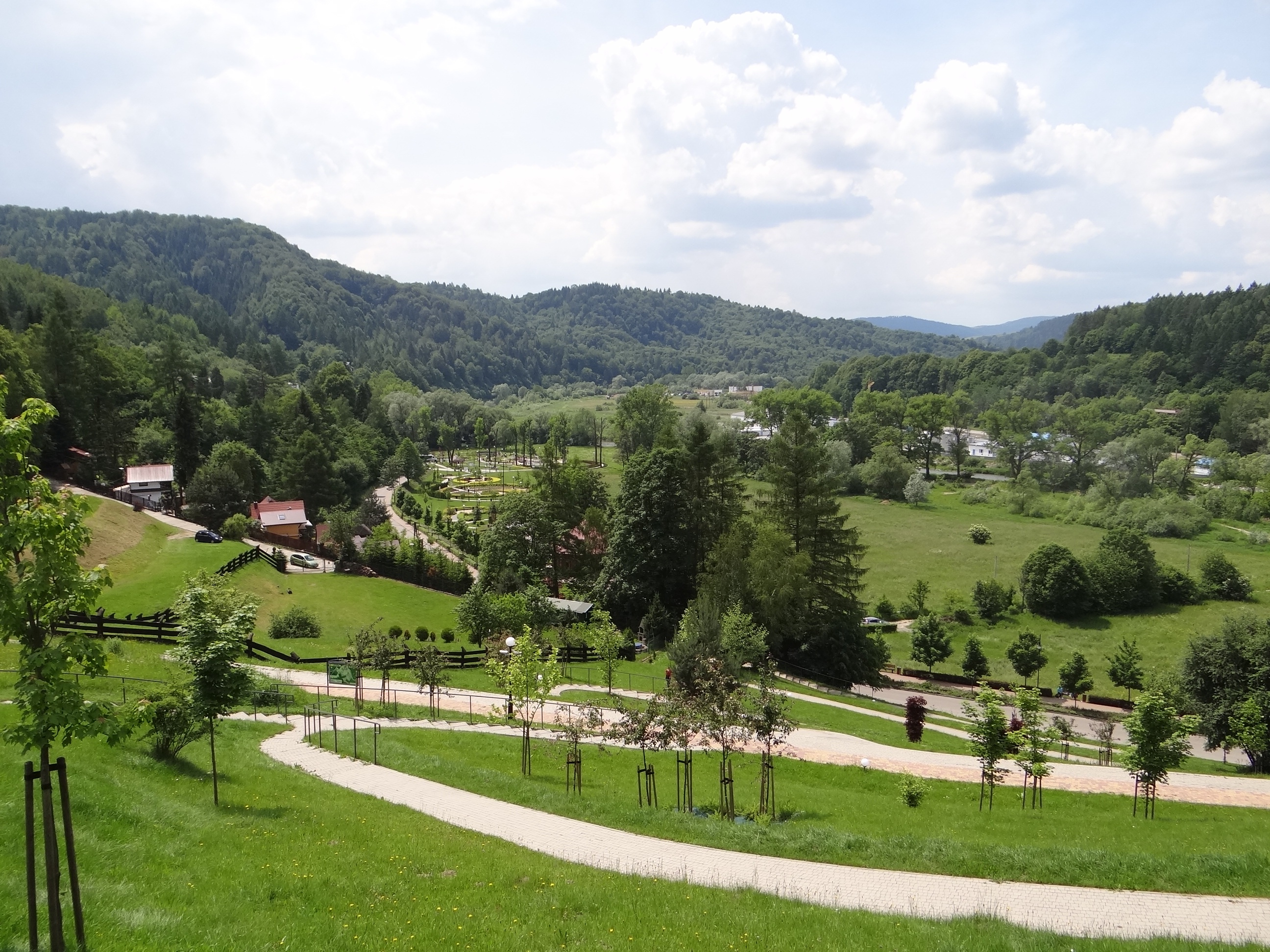
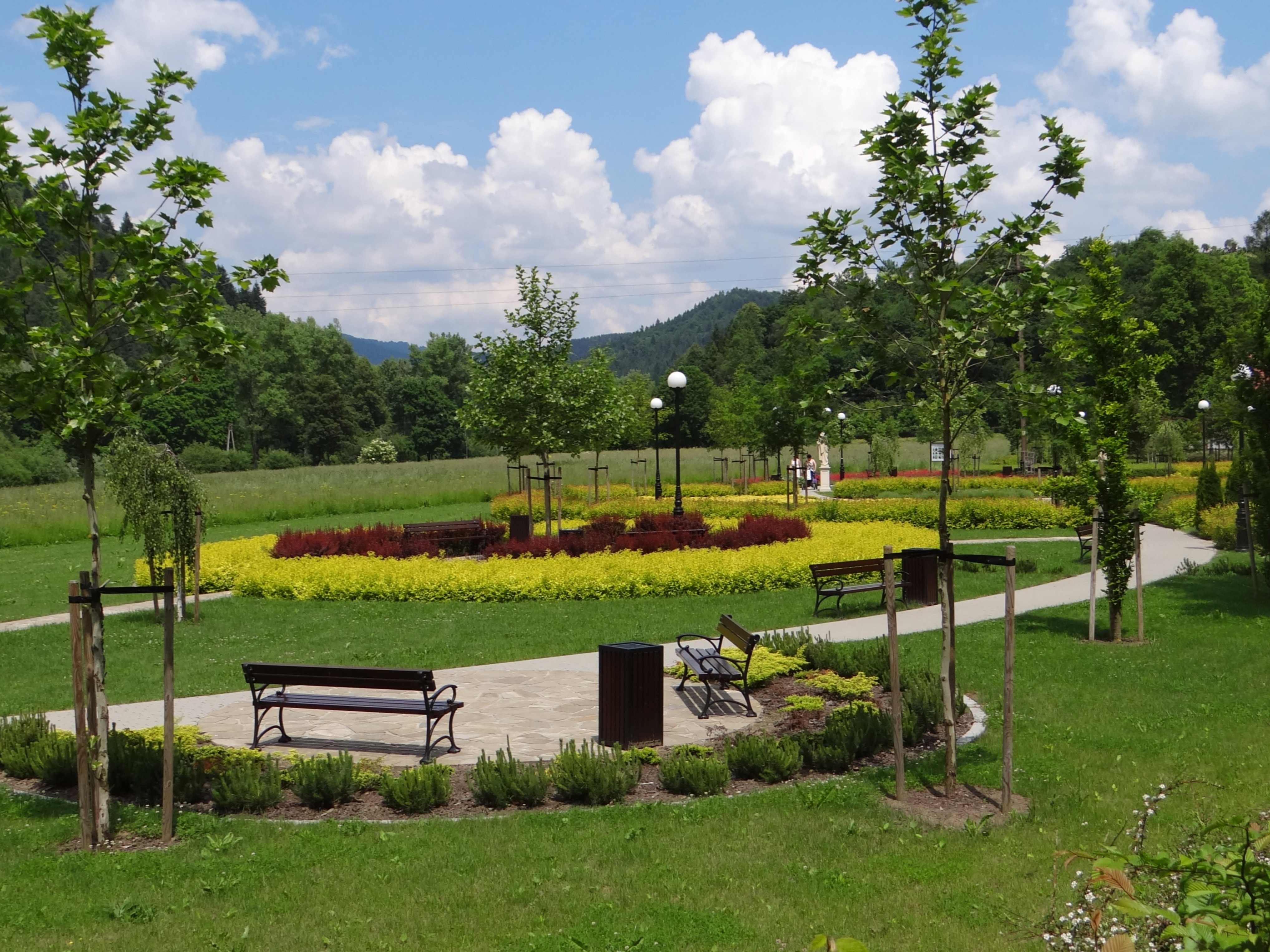
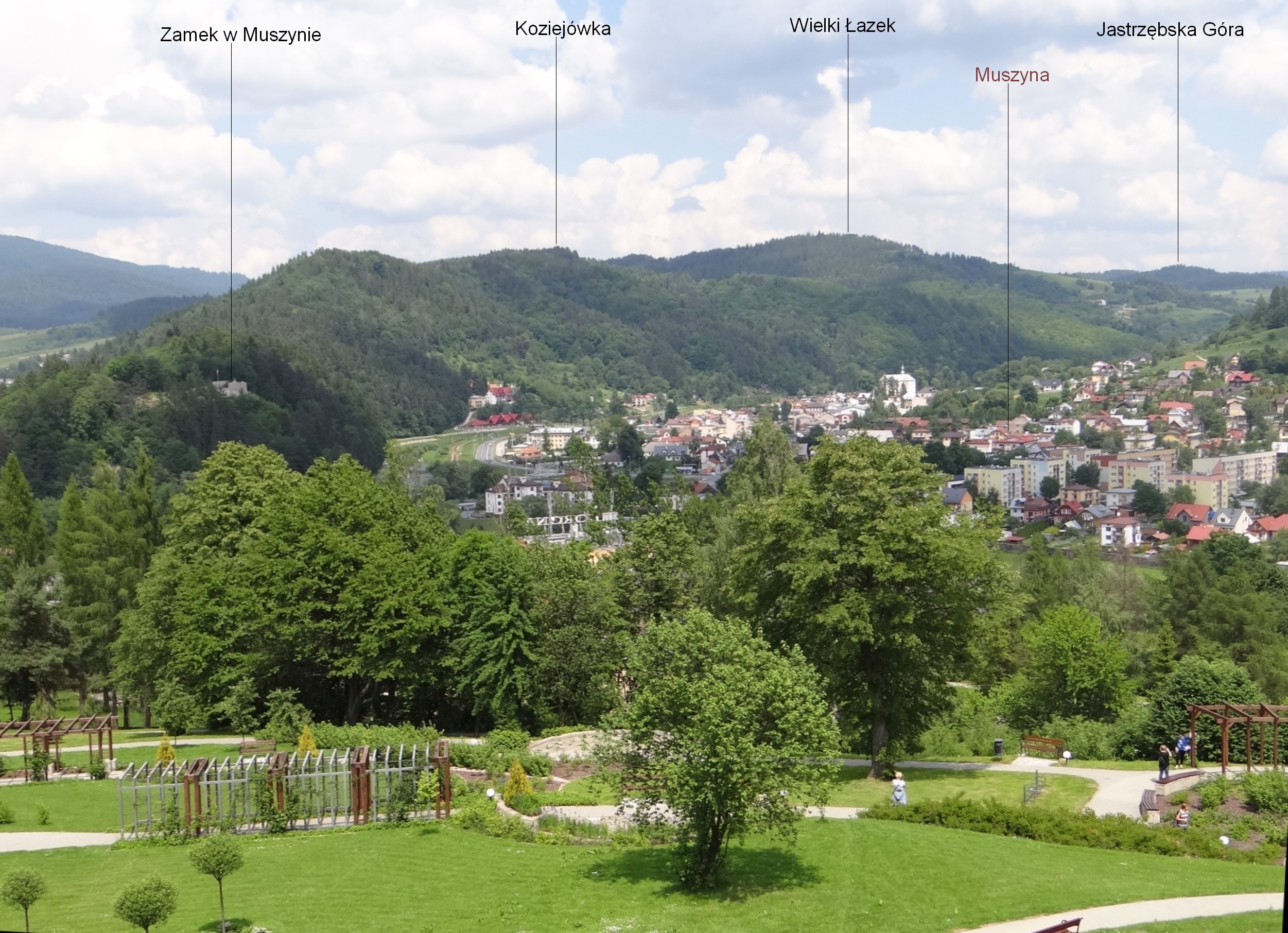
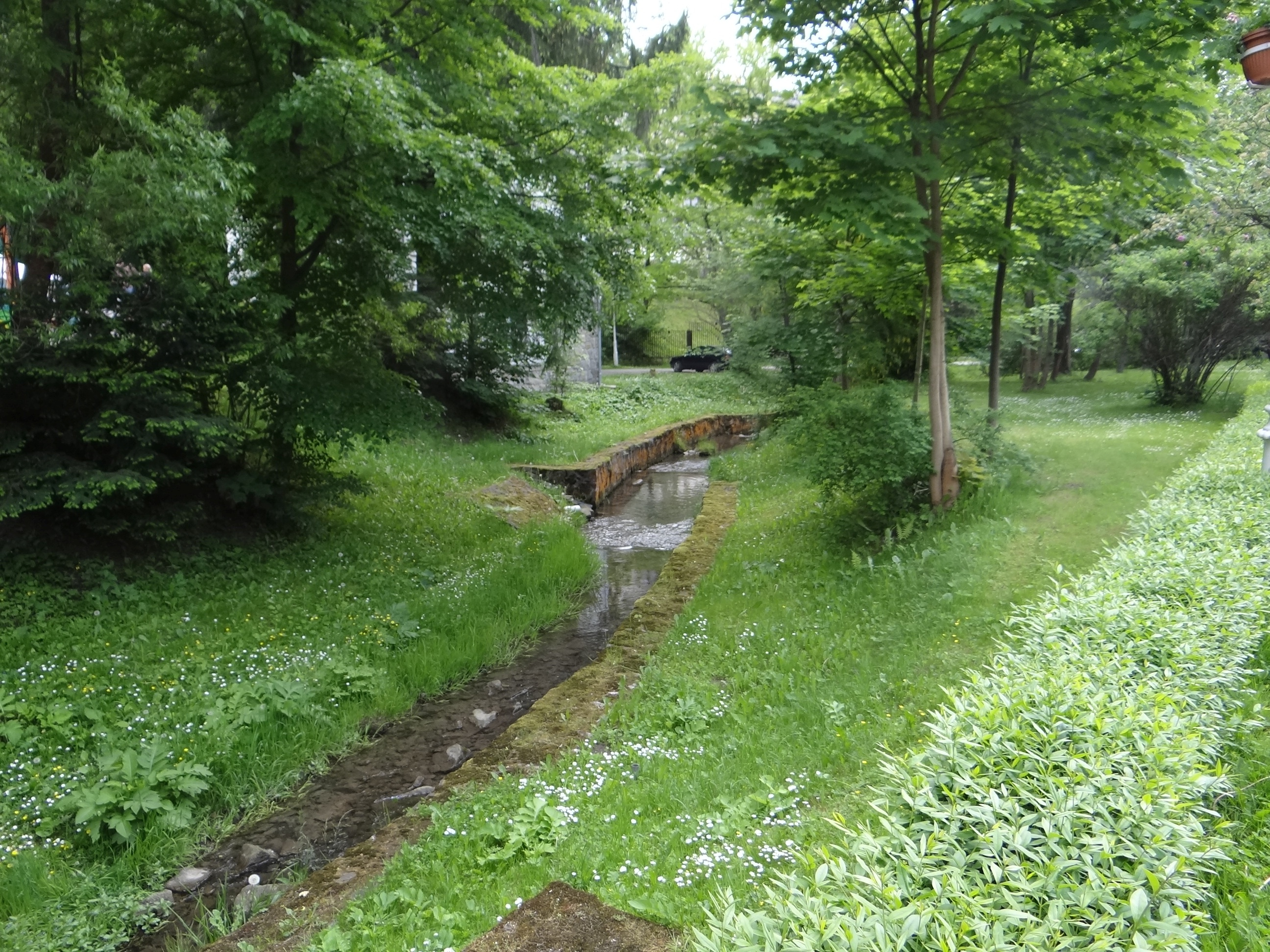